# 妙手小廚師
《妙手小廚師》是日本漫畫家寺澤大介創作的日本漫畫作品。於雜誌《週刊少年Magazine》1986年40號開始連載，於1989年4、5合併號結束連載。單行本全19卷。之後於2003年連載續篇《妙手小廚師II》。
1987年改編為電視動畫，日本由東京電視台進行首播，於1987年10月8日到1989年9月28日播放完畢，全99話。香港首播電視台由無綫電視翡翠台於1988年7月27日至9月16日播出其中1至50集，並在1989年2月8日至3月16日和9月8日至10月25日分別重播全部集數。台灣首播電視台由中視於1998年3月5日至2000年5月8日以雙語播出電視動畫版時名稱為《天才小廚師》，國興衛視於2012年11月21日至2013年1月31日以日語原音播出電視動畫版，客家電視台於2013年1月16日至2013年6月10日以客家語配音播出電視動畫版。
電視動畫版香港原創主題曲《無名小子》由黃凱芹主唱，並收錄自1989年2月出版之《青葱歲月》鐳射大碟內。

## 故事簡介
故事講述主角味吉陽一繼承了其亡父味吉隆男遺留下來的「日之出食堂」，並遇到了廚師協會「味皇料理會」的總帥——人稱「味皇」的村田源二郎蒞臨其店，讓本來只是個愛下廚少年的陽一聲名大噪，並遇上更多強勁的對手，面對各種挑戰。

## 登場人物
- 配音員：高山南、橫尾麻里、藤本讓、飯塚昭三、龍田直樹、川浪葉子、楢橋美紀、石森達幸 等

### 日之出食堂
- 味吉陽一

主角，初登場時年齢14歳。関陽學院中學2年級。第28回與第29回味皇料理會的味皇GP賽的優勝者。繼承已逝父親——“味道探究居士”——味吉隆男 （昭和58年（1983年）殆，當時陽一只有5歲）——留下的食堂，是20年老店，附近也是老街，天才少年料理人，即使擊敗味皇、垂目和丸井，依然不想加入料理會，但也因為爸爸曾被味將軍被逼自立門戶，陽一也成為他們的收購目標。味皇賜字 ‘食’。

- 味吉法子

陽一的母親，寡婦，除了曾經跟夫一起打理日之出食堂，每年新年，也會擺煎餅攤。招牌菜：家鄉春卷。

### 味皇料理會
味皇大樓本是“村田食堂”遺址，第二次世界大戰後成為戰後孤兒收留所。村田源一郎逝世後，味皇為紀念哥哥而建立。
- 味皇（村田源二郎，“味皇料理會”創辦人，“南方奉行”老闆。與垂目在日之出食堂品嚐味吉陽一的炸豬扒飯而邀請他進入“味皇料理會”。春天時，為了破除退休傳言而開辦廚師冠軍大賽。在第59集，因為味吉陽一和他在香港，令味將軍有機可乘，把料理會大樓摧毀。在國宴後退隱，在第76集，開始以“味頭巾”為分身，也跟阿部一郎尋找大哥的味道，但在95集，發現他因為大病而失憶，卻發現味皇是一馬的前監護人，10年前，也以“味頭巾”分身因為永田被一馬擊敗，而把他託付給永田，由永田代為照顧，但承諾：只要符合味頭巾的美食，將會成為一馬的養父）
- 垂目森太郎（味皇之助手，在日之出食堂想吃免費餐，更瞧不起餐館由小孩當家，但味吉陽一以食堂招牌當保證，製造二次炸豬扒飯，但後來發現他的招牌豬排不能用在便當內。第47集以為料理會廚房失火而滅火，但其實只是烤秋刀魚的煙散發到外面。第85集透露他有未婚妻，因為兩家都是以可樂餅聞名的家族而被撮合，但卻被雙方家人反對。為了捍衛家族生意，被父親請味吉陽一教他烹調馬鈴薯可樂餅，但比賽宣告平手和無效後正式結婚。）
- 丸井善男（味皇廚師協會之意大利菜部主任，味吉陽一的第1個對手，其後，因為陽一以茄子卷意粉，讓丸井折服，對味吉陽一多加照顧，後來跟垂目幫忙打理“日之出食堂”，亦暗戀陽一母親，在第47集成為味仙廚師黃牌爭奪戰評審。在第49集，被意大利政府邀請成為廚師指導。在第50集（十月六日），即他41歲生日後回意大利。第69集回國。味皇退隱後，第76集成為代理會長。）
- 下仲基之（味皇廚師協會之法國菜部主任，天主教徒，曾是天才廚師，在法國學習廚藝，歐美料理大賽冠軍，深受女生歡迎。在GP海鮮咖哩賽後，發現盤子留下殘骨和魚頭魚尾，品嚐後賣相不雅，而引咎退賽，但小山和也明知海鮮煮太久會變硬，是基本知識，卻因好勝而不投降。賽後回法國，第35回回日本，也從維也納培訓少年料理團。）
- 小山和也（原為味皇廚師協會之肉類部主任，肉類天才，個性自私而不合群，因為不服味皇把他除名而自力更新，一年內成為博多‘上松餐廳’肉類部主廚，後來更歸“味將軍集團”屬下。離開“味將軍”後，在博多初音壽司當壽司學徒，繼而跟味吉陽一跟味將軍對賽。第49集以摩托車跟踪丸井到味將軍集團門外。）
- 關場武雄（味皇廚師協會之德國菜部主任，札幌長大，曾在麗子、光子等人的手工巧克力比賽成為評判，但親生父母已故，從養父母學習廚藝，但養父生前是味將軍集團，令他成為“北方惡魔”，但味皇知道他本性善良，在他18歲時收入味皇料理會。）
- 山本精道（味皇廚師協會之中國菜部主任，曾是味仙紅牌廚師，但決定不跟柳川爭奪。）
- 芝裕之 （味皇料理會日本料理部主任，字 “人”，是‘食’字減掉裡面的‘良’字，“瓢亭”老闆，跟味吉隆男未被味將軍迫害時一樣。刀法細膩，尤其是處理魚類。雖然為人正直，沒有野心，但有意成為味皇接班人，與味吉陽一在日式茶泡飯比賽中對決，也是他有生以來第一次比賽。其父為鰻魚店老闆 芝裕榮吉。）
- 瀧澤彦之介 - 鑄刀名人，京都人，味皇料理會京都支部成員，曾為味皇、味吉隆男、味船敏八、味吉陽一、章田吉子、味皇和他҉的分身“味頭巾”鑄刀。在第90集透露他也是救生員，喜歡冰淇淋，所以想味吉陽一、堺一馬對抗光子和可樂餅。雖貴為德高望重的鑄刀名人，卻生性膽小，害怕進入墳場。

### 天才料理人
- 堺一馬 - 有"天才咖哩料理人"之稱，味吉陽一最大勁敵，他負責日之出食堂地主，永田建築公司老闆（他的監護人）的伙食，與味吉陽一在保衛食堂中，首次以雞肉咖哩飯對決，雖然難分勝負，但因為味吉陽一的鳳梨老鬥雞咖哩飯雖然比較辣，卻沒有需要讓地主喝水而勝出，敗北後到處學藝。在便當比賽中，雖然一馬沒有參賽，但送他一瓶清酒空罐，讓陽一的便當保溫又能降低成本，在味皇GP賽前，在大阪開章魚燒店。他跟味吉陽一一樣：不想加入任何集團或組織。在味皇GP賽前中，以海鮮咖哩及Pizza再次對決，在GP敗陣後在大阪“近畿餐廳”擊敗無數地下廚神，令陽一到大阪修行，後來大阪馬拉松咖哩大碗蓋飯比賽中與味吉陽一合作，對決人稱"大碗飯兄弟"之太郎、次郎及在"味仙"牌收集戰中，與味吉陽一及中江兵太作野外烹飪對決，而在是次"味仙"牌最後之收集戰中，雖然以定食敗陣，但被味吉陽一打動，與小西和也和陽一一起擊退味將軍集團，最後與徒弟小樂在味吉陽一之小店對面開一間咖哩店，甚至轉學成為光子、麗子和陽一的同學。
- 中江兵太 - 擅長挑選最好的材料，有"素材的魔術師"之稱，亦善用自己所種植的蔬菜，與味吉陽一在博多之火鍋比賽中對決。
- 章田吉子 - 麵食料理人，天才料理少女。松板屋麵食店老闆，以寬條麵製成中式冷盤贏味吉陽一後，被陽一以蒸蛋比賽贏得菜刀。後來成為瀧澤彦之介的幫廚。
- 河合潤二郎（蛋糕店料理人）
- 劉虎峰 - 19歲（擁有摩托車駕駛執照），佛教徒， 香港水上人，少年料理人，香港第一名店“小龜樓”的主廚，曾在“料林寺”中修業，後被重新加入，成為史上最年輕的三級料理人，性格傲慢卻善良，但也因此被關齋家文出賣。
- 太郎、次郎 - 人稱"大碗飯兄弟"，大阪地區的咖哩飯高手，兄弟合作料理默契絕佳，與味吉陽一及在堺一馬大阪馬拉松咖哩大碗蓋飯比賽中對決。

### 味將軍集團
- 味將軍村田源三郎 - “味將軍”集團首領，“味皇”料理會會長村田源二郎的弟弟，原本也是“村田食堂”的廚師，與其兄村田源一郎及村田源二郎一起經常救濟戰後飢腸轆轆的兒童，兄長因為飢荒過度而逝世後，與二哥源二郎因理念衝突而分道揚鑣，後創立了“味將軍”集團，以征服全世界餐飲業為目標，打壓不服從自己的廚師及店鋪。當味皇和味吉陽一在香港時，成功散佈味皇退休謠言，把味皇大樓摧毀。在國宴對決敗北後改邪歸正，而味將軍集團名存實亡，前七菜刀勢力分化。最後一戰派出阿部二郎、及川、機械廚師・沙利協助陽一。
- 阿部一郎 - 七菜刀之首，人稱"外科醫生主厨"，刀功細膩與味吉陽一在漢堡飽對決，及後在國宴上，聯合關齋家文及七菜刀之一 - 大石老師之學生雄太再與味吉陽一在國宴對決。在最後一戰中與陽一、一馬對決。
- 關場武雄 - 已故七菜刀之一的養子，人稱 "北方惡魔"，與味吉陽一在北海道法蘭克福腸對決。
- 阿部二郎 - 與味吉陽一在漢堡料理對決，及後聯合及川在漢堡飽快餐店作最後對決。在最後一戰加入陽一一方，與及川聯手與金手大虎對決。
- 大石老師 - 七菜刀之一，料理顧問，也是該集團最為年長的指導者，也是味將軍首領和多位“七菜刀”成員的導師，在日本瀨戶內海地區訓練了一支12人的“瀨戶內少年料理團”作為集團未來成員。
- 及川薫 - 七菜刀之一，與味吉陽一在車站便當及後聯合阿部二郎在漢堡飽快餐店作最後對決。在最後一戰加入陽一一方，與阿部二郎聯手與金手大虎對決。
- 機械廚師・沙利 - 七菜刀之一 ，與味吉陽一及丸井善男之友誼賽首次對決, 及後在皇家亞歷山大號與亞歷山大II和味吉陽一作最後對決，效率比亞歷山大II優勝。在最後一戰加入陽一一方，與關齋家文對決。
- 關齋家文 - 七菜刀之一，料林寺僧侶，擅長中華料理，是劉虎峰的師傅，與味吉陽一在料林寺36房杏仁豆腐對決後被逐出料林寺，及後作阿部一郎助手，聯合七菜刀之一 - 大石老師之學生雄太再與味吉陽一在國宴對決。於最後一戰與機械廚師・沙利對決。
- 金手大虎 - 七菜刀之一，壽司達人，金澤市出身，身高10m的巨漢，是快手有 - 西城雄紀及座田海的師傅，三人在青葉町壽司比賽成為第六隊參賽者，與味吉陽一對決。於最後一戰與阿部二郎、及川對決。
- 武智村正 - 七菜刀之一，蕎麥麵達人，對選取材料極為講究，裝扮如同江戶時代的浪人，經常佩戴腰刀，與味吉陽一在商店街除夕麵攤檔中對決，此前挑戰味皇破解他的秘訣。
- 杉本 - 關西人，擅長章魚燒，是味將軍集團燒章魚丸軍團首領。以大型拖車店傾軋著日本各地的燒章魚丸攤檔與味吉陽一在燒章魚丸對決。
- 西城雄紀 - 人稱"快手有", 為七菜刀之一金手大虎之徒弟與味吉陽一及小山和也在東京迴轉壽司對決，及後聯合拍檔座田海及七菜刀之一金手大虎三人，在青葉町壽司比賽與味吉陽一對決。
- 座田海 - 為七菜刀之金手大虎之徒弟與味吉陽一及小山和也在東京迴轉壽司對決。
- 勇太 - 瀨戶內少年料理團“ 團長”。主動引誘味吉陽一等人以海鮮火鍋挑戰，也帶領其他團員接受慘無人道的地獄式訓練，大石老師離開味將軍集團後，只有他依然想成為味將軍集團一員。但在國宴比賽敗陣後，以“味又三郎”重新出發，並拜味皇為師，練成“南京料理玉簾”，但在校慶烏冬麵比賽再次敗陣，回歸大石老師身邊。
- 小武 - “瀨戶內少年料理團” 團員。
- 月子 - “瀨戶內少年料理團” 團員。
- 目高 - “瀨戶內少年料理團” 團員。
- 奴子 - “瀨戶內少年料理團” 團員。
- 阿滿 - “瀨戶內少年料理團” 團員。
- 小香 - “瀨戶內少年料理團” 團員。
- 阿負 - “瀨戶內少年料理團” 團員。
- 三藏 - “瀨戶內少年料理團” 團員。
- 良勝 - “瀨戶內少年料理團” 團員。
- 安廣 - “瀨戶內少年料理團” 團員。
- 次郎 - “瀨戶內少年料理團” 團員。
- 竹 - “味將軍集團後補生” ，分別與松及梅與味吉陽一在味皇大樓前以餃子對決。
- 梅 - “味將軍集團後補生” ，分別與竹及松與味吉陽一在味皇大樓前以餃子對決。
- 松 - “味將軍集團後補生” ，分別與竹及梅與味吉陽一在味皇大樓前以餃子對決。

### 味仙廚師
- 味仙 - 十年才舉辦一次美食大會。參賽者得同時獲得紅、藍、綠、黃四張木令牌，才能讓味仙品嚐他的作品。
- 味皇 - 本名 村田源二郎，是第一位受到味仙垂青的廚師，當年是第二次世界大戰後， 味仙在周遊列國時，因為飢餓而昏倒，村田以稀米飯而把他救回，而直接獲得“金色‘味’廚師牌”。他也曾經在“料林寺”修業，曾為最年輕三級料理人。味皇大樓摧毀後，喬裝成為“味頭巾”。
- 丸井善男 - 是第二位受到味仙垂青的廚師。十年前得到“金色‘味’廚師牌”，意指他擊敗過三船敏八（藍牌）和味吉隆男（當時是黃牌持有人）。
- 柳川 - 靈墓派廚師，味仙紅牌（世界級）廚師。擅長中式餃子。道教人。
- 味船敏八 - 海鮮天王，味仙藍牌（海洋級）廚師。 十年前戰勝好友味吉隆男而得到藍牌，但兩人戰績是一比一，也擁有瀧澤彦之介親手鑄成的名菜刀，擅長一邊滑浪，一邊切魚或捕魚。第69集載味吉陽一、光子和小茂到蠶豆島。
- 關平助- 山菜料理研究家，“山彥亭”老闆，綠牌 （山菜級）廚師。味吉隆男的老師，養有阿加西。一直對味仙令牌沒有興趣，想轉讓，但被中江兵太挑戰，而成為評審，卻因為天氣轉壞而未能成行。
- 堺一馬 - 有"天才咖哩料理人"之稱，味吉陽一最大勁敵，他負責日之出食堂地主，永田建築公司老闆（他的監護人）的伙食，與味吉陽一在保衛食堂中，首次以雞肉咖哩飯對決，雖然難分勝負，但因為味吉陽一的鳳梨老鬥雞咖哩飯雖然比較辣，卻沒有需要讓地主喝水而勝出，敗北後到處學藝。在便當比賽中，雖然一馬沒有參賽，但送他一瓶清酒空罐，讓陽一的便當保溫又能降低成本，在味皇GP賽前，在大阪開章魚燒店。他跟味吉陽一一樣：不想加入任何集團或組織。在味皇GP賽前中，以海鮮咖哩及Pizza再次對決，在GP敗陣後在大阪“近畿餐廳”擊敗無數地下廚神，令陽一到大阪修行，後來大阪馬拉松咖哩大碗蓋飯比賽中與味吉陽一合作，對決人稱"大碗飯兄弟"之太郎、次郎及在"味仙"牌收集戰中，與味吉陽一及中江兵太作野外烹飪對決，而在是次"味仙"牌最後之收集戰中，雖然以定食敗陣，但被味吉陽一打動，與徒弟小樂在味吉陽一之小店對面開一間咖哩店，甚至轉學成為光子、麗子和陽一的同學。 味仙黃牌 （日本一般級）廚師。

### 老師及同學
- 幸二仲田（關陽中學棒球隊王牌投手，家裡開麵店，拉麵祭和棒球總決賽同一天進行，而無法參觀陽一和他爸爸代他家出賽，在棒球錦標賽，以第九下回合的全壘打獲勝。)
- 江川小武（關陽中學同學，曾是童星，媽媽為料理研究家江川，但因業務繁忙，而多年沒有在家烹調，而傭人卻完全沒有廚藝基礎，令他骨瘦如柴，弱不禁風，曾因骨折，而住院兩個月，陽一把目前決戰的勝利作品全請他吃。 在味吉家對江川比賽當評審，雖然味吉陽一的三色派皮沙丁魚通心粉明顯優於江川作品，江川媽媽已認輸，但以個人口味為由，加上媽媽已太久沒有為他親自下廚，所以依然判江川媽媽獲勝，令味吉陽一首次嘗敗。)
- 光子 （關陽中學同學，味吉陽一的青梅竹馬, 廚藝差勁，在手工巧克力比賽前跟丸井拜師，善長編織，曾҉送҉手套和圍裙給陽一。在第90集，與可樂餅和對抗味吉陽一、堺一馬進行三方冰淇淋比賽。）
- 麗子 （日、法混血兒，家境優渥）

### 其他
- 喬治‧木思塔（法國菜高手，與味吉陽一在蛋捲料理對決）
- 味仙人（劉家集團總帥，也是劉虎峰的老師，與味吉陽一在中國點心對決）
- 傑龍（法國菜高手，與味吉陽一在兒童午餐料理對決）
- 小茂 （7-8歲，光子的弟弟，小學生）
- 甲山繁蔵  - 拉麵達人，“甲來軒”老闆，擅長中國麵的米本精道也甘拜下風，湯頭也是日本第一，但為人狂妄自大，在第51、52集幫味吉陽一破解冬蟲夏草雞湯之謎，也因為曾在香港工作。
- 老饕 - 介紹每集內容，也傳授知識和對手實力評估。在 Genesis 對 Toroy Merry 到兩家餐館品嚐他們的漢堡肉。在GP決賽，成為採訪員
- 岡田 - “岡田屋”燒餅店第三代傳人（50年老店），老大，人稱“章魚”，擅長廣島風巨無霸什錦煎餅，但串通商業夥伴成為燒餅比賽評審。
- 菊池 - 味吉隆男的好友，青森車站便當店店主，20年老字號，但在一月底結業，因為被及川（味將軍旗下）擊敗而被迫結業。
- 伯伯 - Little Egg 蛋包專賣店 主廚，被料理機器 Alex 打敗而被革職。
- 表三四郎 - 美食科學家，機器人Alex的發明人和操作人，因為擊敗前主廚而令他被革職。原以為他是味將軍一員，但其實他也對高傲自大的廚師嗤之以鼻。後來研製 Royal Alex II，成為美食列車
- 飯島凱貝魯 - 法日混血，日本著名美食家，養有一隻猴子。蛋包對賽評審。
- 可樂餅 (小樂) - 小學生，堺一馬的學徒。味仙爭奪戰後被一馬離棄。第76集找到味皇，其實是女生，喜歡堺一馬
- 日吉 - 日吉食堂老闆，大阪人，以定食和烏冬聞名，全力協助陽一與大碗飯兄弟的對決。
- 李小龜 - 香港人，“小龜樓” 老闆。擅長粵菜，與味吉隆男是好友，曾交換料理筆記，但因為味吉隆男已故，和味吉陽一需要改造爸爸的招牌湯：冬蟲夏草雞湯，而把筆記轉讓給陽一，但冬蟲夏草雞湯的食譜被撕破。
- 李珉珉 - 李小龜的女兒，廚藝學徒。
- 楊子忠 - 酒仙雕刻家。
- 可比亞國王 - "肯亞人"，其實是第二次世界大戰後，第一位被村田源一郎救濟的孤兒。
- 白川理惠 - 垂目的未婚妻。家中以奶油可樂餅為名，橫濱人。為了捍衛家族生意，堺一馬親自幫她研發新配方，但比賽宣告平手和無效後正式結婚。

## 出版書籍
| 卷數 | 講談社         | 講談社                 | 東立出版社    | 東立出版社         |
| 卷數 | 發售日期       | ISBN                   | 發售日期      | ISBN               |
| ---- | -------------- | ---------------------- | ------------- | ------------------ |
| 1    | 1987年1月14日  | ISBN 978-4-06-311210-8 | 2002年2月20日 | ISBN 957-34-0607-1 |
| 2    | 1987年2月16日  | ISBN 978-4-06-311215-3 | 2002年2月20日 | ISBN 957-34-0612-8 |
| 3    | 1987年4月16日  | ISBN 978-4-06-311231-3 | 2002年2月20日 | ISBN 957-34-0613-6 |
| 4    | 1987年6月11日  | ISBN 978-4-06-311245-0 | 2002年2月20日 | ISBN 957-34-0614-4 |
| 5    | 1987年9月10日  | ISBN 978-4-06-311276-4 | 2002年2月20日 | ISBN 957-34-0615-2 |
| 6    | 1987年11月11日 | ISBN 978-4-06-311293-1 | 2002年2月20日 | ISBN 957-34-0616-0 |
| 7    | 1988年2月12日  | ISBN 978-4-06-311313-6 | 2002年2月20日 | ISBN 957-34-0617-9 |
| 8    | 1988年4月11日  | ISBN 978-4-06-311332-7 | 2002年2月20日 | ISBN 957-34-0618-7 |
| 9    | 1988年6月15日  | ISBN 978-4-06-311350-1 | 2002年2月20日 | ISBN 957-34-0619-5 |
| 10   | 1988年8月8日   | ISBN 978-4-06-311369-3 | 2002年2月20日 | ISBN 957-34-0620-9 |
| 11   | 1988年11月10日 | ISBN 978-4-06-311399-0 | 2002年2月20日 | ISBN 957-34-0621-7 |
| 12   | 1989年1月11日  | ISBN 978-4-06-311416-4 | 2002年2月20日 | ISBN 957-34-0622-5 |
| 13   | 1989年3月9日   | ISBN 978-4-06-311430-0 | 2002年2月20日 | ISBN 957-34-0623-3 |
| 14   | 1989年5月15日  | ISBN 978-4-06-311447-8 | 2002年2月20日 | ISBN 957-34-0624-1 |
| 15   | 1989年7月14日  | ISBN 978-4-06-311466-9 | 2002年2月20日 | ISBN 957-34-0625-x |
| 16   | 1989年9月11日  | ISBN 978-4-06-311483-6 | 2002年2月20日 | ISBN 957-34-0626-8 |
| 17   | 1989年11月15日 | ISBN 978-4-06-311502-4 | 2002年2月20日 | ISBN 957-34-0626-8 |
| 18   | 1990年2月15日  | ISBN 978-4-06-311526-0 | 2002年2月20日 | ISBN 957-34-0628-4 |
| 19   | 1990年3月15日  | ISBN 978-4-06-311546-8 | 2002年2月20日 | ISBN 957-34-0629-2 |

文庫版
（台灣譯為愛藏版）
| 卷數 | 講談社         | 講談社                 | 東立出版社    | 東立出版社             |
| 卷數 | 發售日期       | ISBN                   | 發售日期      | ISBN                   |
| ---- | -------------- | ---------------------- | ------------- | ---------------------- |
| 1    | 2001年11月9日  | ISBN 978-4-06-360111-4 | 2023年9月4日  | ISBN 978-626-372-196-8 |
| 2    | 2001年11月9日  | ISBN 978-4-06-360112-1 | 2023年10月6日 | ISBN 978-626-372-197-5 |
| 3    | 2001年12月12日 | ISBN 978-4-06-360129-9 | 2023年11月9日 | ISBN 978-626-372-198-2 |
| 4    | 2001年12月12日 | ISBN 978-4-06-360130-5 | 2023年12月7日 | ISBN 978-626-372-199-9 |
| 5    | 2002年1月11日  | ISBN 978-4-06-360143-5 | 2024年1月8日  | ISBN 978-626-372-200-2 |
| 6    | 2002年1月11日  | ISBN 978-4-06-360144-2 | 2024年2月29日 | ISBN 978-626-372-201-9 |
| 7    | 2002年2月8日   | ISBN 978-4-06-360174-9 | 2024年3月18日 | ISBN 978-626-372-202-6 |
| 8    | 2002年2月8日   | ISBN 978-4-06-360175-6 | 2024年4月18日 | ISBN 978-626-372-203-3 |
| 9    | 2002年3月12日  | ISBN 978-4-06-360190-9 | 2024年5月23日 | ISBN 978-626-372-204-0 |
| 10   | 2002年3月12日  | ISBN 978-4-06-360191-6 | 2024年6月20日 | ISBN 978-626-372-205-7 |

廉價版
| 卷數 | 副標題 | 中文副標    | 講談社         | 講談社                 |
| 卷數 | 副標題 | 中文副標    | 發售日期       | ISBN                   |
| ---- | ------ | ----------- | -------------- | ---------------------- |
| 1    |        | 咖哩篇      | 2003年3月10日  | ISBN 978-4-06-353041-4 |
| 2    |        | 拉麵篇      | 2003年3月24日  | ISBN 978-4-06-353042-1 |
| 3    |        | 魅惑丼飯篇  | 2003年4月7日   | ISBN 978-4-06-353044-5 |
| 4    |        | 漢堡排篇    | 2003年4月21日  | ISBN 978-4-06-353047-6 |
| 5    |        | 火車便當篇  | 2003年5月12日  | ISBN 978-4-06-353050-6 |
| 6    |        | 義大利麵篇  | 2003年5月19日  | ISBN 978-4-06-353054-4 |
| 7    |        | 火鍋、蟹篇  | 2003年11月19日 | ISBN 978-4-06-353140-4 |
| 8    |        | 甜點篇      | 2003年11月19日 | ISBN 978-4-06-353141-1 |
| 9    |        | 西式料理篇1 | 2003年12月10日 | ISBN 978-4-06-353146-6 |
| 10   |        | 西式料理篇2 | 2003年12月19日 | ISBN 978-4-06-353149-7 |
| 11   |        | 日式料理篇  | 2004年1月14日  | ISBN 978-4-06-353162-6 |
| 12   |        | 炸物篇      | 2004年1月28日  | ISBN 978-4-06-353168-8 |
| 13   |        | 牛排篇      | 2004年6月23日  | ISBN 978-4-06-353279-1 |
| 14   |        | 中華涼麵篇  | 2004年7月14日  | ISBN 978-4-06-353288-3 |
| 15   |        | 戶外料理篇  | 2004年7月28日  | ISBN 978-4-06-353304-0 |
| 16   |        | 祭典料理篇  | 2004年8月11日  | ISBN 978-4-06-353325-5 |

## 電視動畫

### 製作團隊
- 企劃：日昇動畫
- 原作：寺澤大介（講談社刊《週刊少年Magazine》連載）
- 人物設定：加瀬政廣（日语：加瀬政広）→毛利和昭
- 音樂：藤田大土、國安亘、山本正之（日语：山本正之）、嘉門達夫（日语：嘉門達夫）

※播出時公作人員表上只有列藤田的名字。此外嘉門曾在第28話聲演實況主持人。
- 首席作畫監督：加瀨政廣、毛利和昭
- 美術監督：朝倉千登勢、新井寅雄
- 音響監督：山崎宏
- 導演：今川泰宏
- 製作人：江津兵太&池田朋之（東京電視台）、長谷川徹⇒內田健二（日语：内田健二）（日昇動畫）
- 首席編劇：城山昇（日语：城山昇）（第1話－第75話）
- 劇本統籌：鳥海盡三（日语：鳥海尽三）、鳳工房（第76話－）
- 色彩設計：歌川律子
- 剪輯：掛須秀一（日语：掛須秀一）、石田悟、牧岡榮吾
- 膠卷剪輯：邊見俊夫
- 標題：マキ·プロ（日语：マキ・プロダクション）
- 特效：片岡陽三（日语：E&Mプランニングセンター）
- 調整：加瀨井康次、阿部敏昭
- 錄音：東京電視中心（日语：東京テレビセンター）
- 現像：東京現像所（日语：東京現像所）
- 製作事務：宮內春美
- 製作主任：古澤文邦
- 料理設計：河村佳江（アニメアール）
- 首席演出：中村憲由、山口祐司
- 製作：東京電視台、日昇動畫

### 各話製作群
- 編劇：城山昇、遠藤明範（日语：遠藤明範）、會川昇、坂田義和、丸尾未步、渡邊善則、月村了衛、亞槍文代、小金井太郎、森保鐵志、鳥海盡三、藤本智、岩崎訓、荒島晃宏、伊藤健司、面出明美（日语：面出明美）、大西由紀
- 分鏡：今川泰宏、井內秀治、坂田純一、白土武、池田成（日语：池田成）、山口祐司、鈴木幸雄、植田秀仁、岡本達也、鈴木行、網野哲郎、向後知一、貞光紳也（日语：貞光紳也）、新林實、難波日登志、山崎和男（日语：やまざきかずお）、小林孝志、奥胁雅晴、島崎大基
- 作畫監督：加瀨政廣、岡迫亘弘（日语：岡迫亘弘）、只野和子、高田耕一、石黑惠、大久保修、和泉絹子、渡邊浩、菊池城二、遠藤裕一、木內良子、貴志夫美子、川名久美子、土器手司、中村旭良
- 演出：池田成、西山明樹彦、杉島邦久、山寺昭夫、鈴木幸雄、山口祐司、中村憲由、栗山美秀、川瀨敏文、新林実、福本潔、佐藤育郎、渡邊慎一、小林孝志
- 文藝設定：坂田義和→藤本智
- 設定製作：佐藤純子、佐藤育郎、古里尚丈（日语：古里尚丈）

### 主題曲
| 類別   | 曲名                        | 作詞     | 作曲     | 編曲     | 主唱                                                                              |
| ------ | --------------------------- | -------- | -------- | -------- | --------------------------------------------------------------------------------- |
| 片頭曲 | 「情熱（熱情Renaissance）」 | 松本一起 | 國安亘   | 矢野立美 | 國安亘                                                                            |
| 片尾曲 | 「（心的Photograph）」      | 松本一起 | 國安亘   | 矢野立美 | 國安亘                                                                            |
| 插入曲 | 「情熱（味皇料理會會歌）」  | 寺澤大介 | 山本正之 | 藤田大士 | 味皇（CV：藤本讓）及味皇料理會關東支部（高山南、橫尾麻里、楢橋美紀、池田秀一 等） |
| 插入曲 | 「（小菜歌謠）」            | 山本正之 | 山本正之 | 藤田大士 |                                                                                   |
| 插入曲 | 「（看了嗎鍋子裡）」        | 寺澤大介 | 山本正之 | 藤田大士 | 味吉法子（橫尾麻里）                                                              |
| 插入曲 | 「（料理人必吃）」          | 山本正之 | 山本正之 | 藤田大士 | 小西和也（鈴置洋孝）／合音：味吉陽一、山岡光子、山岡茂                            |
| 插入曲 | 「（吃的生活）」            | 嘉門達夫 | 嘉門達夫 | 西村智博 | 西村智博                                                                          |
| 插入曲 | 「（魷魚的志氣）」          | 嘉門達夫 | 嘉門達夫 | 藤田大士 | 西村智博                                                                          |

### 各話勝負表
- 註1：○勝利、●敗北、△平手、★比賽以外的料理
- 註2：部分比賽因為連貫性，通常會分做好幾話，所以部分播放標題會有好幾個標題，因此播放話數一覽的風格以【比賽場次（實際話數）】的方式呈現

| 比賽場次 （實際話數）         | 日文標題 | 中文標題                                                                                                |
| ----------------------------- | --- | --- |
| 第01場 （第01話）             | 天才料理人・味吉陽一登場 | 天才料理人・味吉陽一登場                                                                                |
| 第01場 （第01話）             | ○味吉陽一 VS ●味皇料理會會長村田源二郎、味皇的秘書垂目森太郎（勝利条件：讓味皇和垂目說出好美味） | |
| 第02場 （第02、03話）         | スパゲティで勝負だ 丸井シェフとの決戦 | 義大利麵的一決勝負 與丸井主廚的決戰                                                                     |
| 第02場 （第02、03話）         | ○陽一 VS ●味皇料理會義大利料理部主任丸井善男、裁判：味皇廚師協會其他四位主任（除芝裕之）及味皇（勝利条件：讓味皇和主任們說出好美味） | |
| 第03場 （第04、05話）         | カレーの天才・堺一馬 必殺パイナップル・カレー | 咖哩天才・堺一馬 必殺鳳梨咖理                                                                           |
| 第03場 （第04、05話）         | ○陽一 VS ●咖哩天才堺一馬、一馬的監護者永田社長 （評審：永田社長。勝利条件：永田社長投票決定，但因為難分勝負，味皇提議：以吃完後，喝水量多寡而定，喝水量越少越好。） | |
| 第04場 （第06、07話）         | 秘伝の味・ラーメン勝負 熱闘・ラーメン祭り | 秘傳美味・拉麵勝負 熱闘・拉麵祭典                                                                       |
| 第04場 （第06、07話）         | ○陽一、中華仲田店店主仲田、仲田的兒子仲田幸二 VS ●甲来軒店主甲山繁蔵 （比賽的形式為陽一和仲田、甲来軒、玉川飯店、熊五郎拉麵這四間拉麵店進行評選） | |
| 第05場 （第08、09話）         | 柔らかステーキの秘密 決着ステーキ・コンテスト | 柔軟牛排的秘密 決戰・牛排大賽                                                                           |
| 第05場 （第08、09話）         | ○陽一 VS ●原味皇料理會肉料理部副主任小山和也 （比賽的形式為陽一、小山、達西餐庭的店主、杉屋的店主、伊藤屋的新手廚師這五名廚師進行評選） | |
| 第06場 （第10話）             | いわしグラタンは母の味 | 焗烤沙丁魚是母親的味道                                                                                  |
| 第06場 （第10話）             | ●陽一 VS ○料理研究家江川洋子、裁判：江川的兒子江川武 | |
| 第07場 （第11、12話）         | 味将軍からの挑戦状 究極の串焼きハンバーグ | 來自味將軍的挑戰狀 究極的串燒漢堡                                                                       |
| 第07場 （第11、12話）         | ○陽一、Toroy Merry的少爺 VS ●味将軍集團旗下創世紀漢堡主廚阿部二郎、總經理毛利（勝利条件：讓顧客和老饕說出 Bravo！） | |
| 第08場 （第13、14話）         | 日本一お好み焼き勝負 お好み焼き勝負・審査員も敵だ | 本第一的什錦煎餅勝負 什錦煎餅勝負・審査員也是敵人                                                       |
| 第08場 （第13、14話）         | ○陽一、法子 VS ●岡田屋、審査員－松井屋&花天 | |
| 第09場 （第15、16話）         | 味っ子苦戦・駅弁対決 魔法のあつあつ幕ノ内弁当 | 小廚師苦戰・車站便當對決 魔法的熱騰騰幕之內便當                                                         |
| 第09場 （第15、16話）         | ○陽一、菊地屋食堂的店主菊地 VS ●味将軍集團旗下車站便當經營者及川薫 （勝利条件：單日銷售量） | |
| 第10場 （第17話）             | 特大カキアゲで天丼勝負 | 特大炸天婦羅勝負                                                                                        |
| 第10場 （第17話）             | ○陽一、天星見習生高太郎 VS ●天星的店主（勝利条件：讓天星的常客說出好美味） | |
| 第11場 （第18話）             | 大奮戦？手作りチョコで勝負 | 大奮戰？手工巧克力勝負                                                                                  |
| 第11場 （第18話）             | ○山岡光子 VS ●光子的同班同學麗子（裁判：味皇廚師協會之德國菜部主任關場武雄。 比賽的形式為光子、麗子及同學A、B、C五位參加，比賽的結果是光子勝，因為他領會光子全手工巧克力的心意，雖然她的賣相和味道都很差。） | |
| 第12場 （第19話）             | オムレツ勝負・お料理マシーンを打ち破れ | 煎蛋勝負？把料理機器給打敗                                                                              |
| 第12場 （第19話）             | ○陽一、母雞和剛孵出來的雞蛋 VS ●美食科學家表三四郎、料理機器Alex （裁判：日本美食家飯島凱貝魯和他的猴子。“料理探訪”節目現場直播。） | |
| 第13場 （第20話）             | 日本の味・お茶漬け勝負 | 日本的味道・茶泡飯勝負                                                                                  |
| 第13場 （第20話）             | ○陽一 VS ●味皇料理會日式料理部主任芝裕之 （裁判：丸井善男、味皇。私人競賽，但被丸井告密。勝利條件：讓評審們添飯。敗方條件：若芝裕之敗，他不能爭取味皇繼承者資格，但陽一也不會爭取該資格，因為他不想爭奪。） | |
| 第14場 （第21話）             | 開催料理人グランプリ・フライで勝負 | 廚師大賽開始・炸魚勝負                                                                                  |
| 第14場 （第21話）             | 第一回戰 ○陽一 （東京）、○一馬 （大阪，西日本）、○味皇料理會法國料理部主任下仲基之 （料理會本部）、○小山和也（福岡博多區，九州）（選拔賽形式） | |
| 第15場 （第22、23話）         | 料理人グランプリ決勝・四天王カレー戦 激突！超豪華シーフードカレー | 廚師大賽決勝戰・四天王咖哩戰 激戰！超豪華海鮮咖哩                                                       |
| 第15場 （第22、23話）         | 準決賽 ○陽一 VS ○一馬 VS ●下仲基之 VS ●小山和也 （主持人：丸井善男、評審：甲山繁蔵、岡田、江川。4人同時比賽選擇前兩名、下仲基之退出比賽） | |
| 第16場 （第24、25話）         | 一馬と決戦ピザパイ勝負 陽一・一馬の燃える情熱！ピザパイ大決戦 | 和一馬決戰，比薩勝負 陽一・一馬燃燒的熱情！比薩大決戰                                                   |
| 第16場 （第24、25話）         | 決賽 ○陽一 VS ●一馬（審查員全員按鈕給分同分、最後由味皇判定由陽一獲勝。獲勝原因：創意、技巧和熱情。） | |
| 第17場 （第26、27、28話）     | 見参！浪速のどんぶり兄弟・大阪で勝負だ 二人三脚で勝負だ！陽一・一馬のカレーどんぶり 激闘！大阪城・カレー丼春の陣 | 参見！浪速的蓋飯兄弟・大阪勝負 二人三脚勝負！陽一・一馬咖哩蓋飯 激鬥！大阪城・咖哩蓋飯春之陣            |
| 第17場 （第26、27、28話）     | ○★陽一VS●★一馬 （試吃比賽。勝利條件：讓一馬說出 好美味！敗方條件：若陽一敗，必須跟永田回東京；若陽一勝，必須讓他協助一馬比賽。） ○陽一、○一馬 VS ●浪速的蓋飯兄弟太郎、次郎 （評審：味皇） | |
| 第18場 （第29、30話）         | 強敵！ミスター鍋っ子登場 味試し！味っ子対ミスター鍋っ子 | 強敵！火鍋小子登場 試味道！小廚師對火鍋小子                                                             |
| 第18場 （第29、30話）         | ○陽一 VS ●火鍋小子中江兵太 | |
| 第19場 （第31、32話）         | 回転寿司勝負！のれんの味を守り抜け 回転寿司勝負！味将軍をうちやぶれ | 迴轉壽司勝負！守護傳統的味道 迴轉壽司勝負！打敗味將軍                                                   |
| 第19場 （第31、32話）         | ○陽一、小山和也、初音壽司的親方 VS ●味将軍集團毛利及同旗下的壽司師傅Robin島田、Duke西条 (勝利条件：單日銷售量+讓顧客說出 Bravo！) | |
| 第20場 （第33、34話）         | 弁当ウォーズ！日之出食堂が危ない！ 弁当ウォーズ！下町の味は父の味 | 便當戰爭！日之出食堂危險了 便當戰爭！小鎮的味道是父親的味道                                             |
| 第20場 （第33、34話）         | ○日之出食堂 陽一、法子、光子 VS ●味將軍集團旗下阿部二郎、及川薰 （比賽條件：不能用白飯，要是冷便當。評審：岡田町內委員+各材料進行相撲比賽。） | |
| 第21場 （第35話）             | 外国からの挑戦状！ウィーン少年料理団 | 來自外國的挑戰狀！維也納少年料理團                                                                      |
| 第21場 （第35話）             | ○陽一 VS ●維也納WINGS 少年料理團 Joachim、Chris、Toby、Maurice、Richter、導師：下仲基之 （奄列甜品對戰。評審：味皇） | |
| 第22場 （第36話）             | 世界最高のお子様ランチ | 世界上最美味的兒童午餐                                                                                  |
| 第22場 （第36話）             | △陽一 VS △維也納WINGS少年料理團總帥 Jean・Pierre・De・Moustaki （兒童午餐對決。評審：味皇、小茂（8歲生日）和他的朋友，結果：平手） | |
| 第23場 （第37話）             | 冷し中華勝負！陽一・名古屋で大ピンチ | 涼麵勝負！陽一・名古屋大危機                                                                            |
| 第23場 （第37話）             | ●陽一 VS ○章吉式天才料理少女章田吉子、(評審：鍛冶名人瀧澤彦之介，因為陽一的菜刀生鏽，已改變食物的味道，而讓他第一次正式嘗敗。) | |
| 第24場 （第38、39話）         | 冷し中華勝負！京のみやこで大逆転 包丁一本！茶碗蒸し勝負 | 涼麵勝負！京都古都大逆轉 菜刀一把！茶碗蒸勝負                                                           |
| 第24場 （第38、39話）         | ○陽一 VS ●章吉、章吉的徒弟 龜藏、（評審：瀧澤老人。勝者得到新菜刀） | |
| 第25場 （第40話）             | うな丼勝負！黄金のうなぎを求めて | 鰻魚蓋飯勝負！尋找黃金鰻魚                                                                              |
| 第25場 （第40話）             | ○陽一 VS ●鰻濱店主芝裕榮吉（勝利条件：鰻濱的顧客和榮吉說出好美味） | |
| 第26場 （第41話）             | タコ焼き合戦・味将軍と対決だ！ | 章魚燒合戰・與味將軍對決                                                                                |
| 第26場 （第41話）             | ○陽一 VS ●味將軍集團旗下杉本章魚燒卡車軍團杉本（勝利条件：單日銷售量，但因為杉本的章魚燒品質變差，令他知難而退。） | |
| 第27場 （第42話）             | 問答無用！餃子で勝負 | 不要問任何問題！用餃子決勝負                                                                            |
| 第27場 （第42話）             | 紅料理令牌戰 ○陽一 VS ●靈幻料理會總帥柳川和其手下 （評審：味皇廚師協會之中國菜部主任山本精道。條件：若陽一敗，山本得跟柳川對決。若陽一勝，必須把紅令牌出讓。） | |
| 第28場 （第43、44話）         | 荒磯勝負・海の料理人からの挑戦状 荒磯勝負・陽一式石焼き魚の秘密 | 荒磯勝負・來自海上料理人的挑戰狀 荒磯勝負・陽一式石頭燒魚的秘密                                         |
| 第28場 （第43、44話）         | 藍料理令牌戰 ○陽一 VS ●夢幻的遠洋漁業料理人三船敏八 （海灘荒磯上對賽，要在高潮前完成兩道料理（燒魚），送到味皇面前品嚐） | |
| 第29場 （第45、46話）         | 山の幸勝負！強敵鍋っ子と料理サバイバル 山の幸勝負！特製かまど蒸しで大勝利 | 山產勝負！強敵火鍋小子和料理生研習 山產勝負！特製蒸爐大勝利                                             |
| 第29場 （第45、46話）         | 綠料理令牌戰 ○陽一 VS ●中江兵太 （評審：一馬、老饕。關平助放棄綠令牌。比賽條件：不能用米和調味料，在山上採摘野生植物，和河裡鮮魚製造料理。勝者一舉拿到紅、藍、綠令牌，直接跟一馬挑戰。 ） | |
| 第30場 （第47話）             | 宿命の大決戦！陽一・一馬のサンマ勝負 | 宿命的大決戰！陽一・一馬的秋刀魚勝負                                                                    |
| 第30場 （第47話）             | 黃料理令牌戰 ○陽一 VS ●一馬 （評審：丸井、日之出食堂常客，以秋刀魚套餐定勝負。獲勝原因：風味、主場優勢。） | |
| 第31場 （第48話）             | 味仙人への挑戦！勝利への切り札はこれだ | 接受味仙人的挑戰！邁向勝利的境地，這就是廚師令牌                                                        |
| 第31場 （第48話）             | 黃料理令牌戰 ○陽一 VS ●味道寺的住持味仙人（只能帶一把菜刀，在味道寺附近就地取材，以簡陋廚房烹調晚餐。勝利条件：讓味仙人伸出黃金舌頭。獲勝原因：味仙病倒，但陽一以“七味粥”，把味覺和食慾變弱的味仙救回。） | |
| 第32場 （第49、50話）         | 味探し!！丸井対ミスター味っ子 さらば丸井！料理の道は果てしなき挑戦 | 找尋味道！丸井對妙手小廚師 再會了丸井！料理的挑戰整無止盡                                               |
| 第32場 （第49、50話）         | 陽一 VS 丸井（非比賽）VS 機械廚師・沙利 ★陽一（豪華生日蛋糕，比賽當天（十月六日）是丸井的41歲生日，也在他們第一次比賽的場地為他餞行）、★丸井（日式紅豆飯，乃味吉隆男的招牌家常菜，也是陽一最懷念的味道） VS ●味將軍集團七把刀機械廚師・沙利 （鵝肉蘑菇派） 結果：陽一、丸井之間比賽無效，但兩人依然擊敗機械廚師        | |
| 第33場 （第51、52話）         | 幻の中華スープに挑戦！香港からの訪問者 幻の中華スープに挑戦！冬虫夏草の秘密 | 挑戰夢幻的中華湯品！來自香港的訪問者 挑戰夢幻的中華湯品！冬蟲夏草的秘密                                 |
| 第33場 （第51、52話）         | ○陽一 VS 評審：小龜樓店主李小龜 （條件：改良味吉隆男名湯：冬蟲夏草雞湯。成品：冬蟲夏草雜燴雞粥。勝利條件：讓李小龜說好美味。雖然沒有，但令他感動落淚。） | |
| 第34場 （第53、54、55、56話） | 蒸し餃子に挑戦！ 味っ子香港へ行く 蒸し餃子決戦！味っ子対虎峰 ラーメン勝負！驚くべき中国四千年の歴史 決戦ラーメン勝負！白いスープ対黒いスープ | 挑戰蒸餃！小廚師到香港 蒸餃決戰！小廚師對虎峰 拉麵勝負！驚人的中國四千年的歷史 決戰拉麵勝負！白湯對黑湯 |
| 第34場 （第53、54、55、56話） | △陽一、李小龜的女兒珉珉 VS △香港的天才少年料理人劉虎峰 （蒸餃比賽：評審：100位港日遊客。） ○陽一、李小龜的女兒珉珉 VS ●香港的天才少年料理人劉虎峰 | |
| 第35場 （第57、58話）         | 杏仁どうふ勝負！味将軍七包丁人登場 杏仁どうふ勝負！料林寺三十六房への道 | 杏仁豆腐勝負！味將軍七包丁人登場 杏仁豆腐勝負！通往料林寺三十六房的道路                                 |
| 第35場 （第57、58話）         | ○陽一、虎峰、料林寺師範朱雀&白虎、酒仙雕刻家楊子忠 VS ●味將軍集團七包丁料林寺師範・關齊家文 （評審：料林寺大僧正、方丈） (比賽條件：先通過35個房間裡的考驗，才能到第36房比試，但也要在當時完成炮製杏仁豆腐。楊子忠可以幫助雕刻器皿。勝利原因：器皿美感和色、香、味與光的微妙作用，加上味道也令大僧肅然起立，佛跳牆。） | |
| 第36場 （第59、60話）         | 香港よさらば・味皇ビルを守り抜け！ 餃子勝負・大逆転！味将軍の野望 | 香港再會了・保護味皇大樓！ 餃子勝負・大逆轉！味將軍的野心                                               |
| 第36場 （第59、60話）         | ○陽一、光子、小茂、太郎、次郎 VS ●味將軍集團毛利、七把刀候補生松&竹&梅 （比賽條件：一小時銷量。若候補生勝，將加入七菜刀行列，而味吉陽一得加入味將軍集團） | |
| 第37場 （第61、62話）         | 年越しそば出前合戦!いなり商店街の攻防 年越しそば出前合戦!謎の快傑味頭巾見参 | 除夕荞麦面外送合战！稻荷商店街的攻防 除夕荞麦面外送合战！谜样怪杰味头巾谒见                             |
| 第37場 （第61、62話）         | ○陽一、甲山、金荞麦庵店长坂田金吾、稻荷町商店街群众 VS ●味將軍集團七包丁 村正庵主人 武智村正 | |
| 第38場 （第63、64話）         | 金沢にぎり寿司コンテスト!ジェネスシ大虎の挑戦 金沢にぎり寿司コンテスト!寿司ネタの工夫で大勝利 | 金泽握寿司竞赛！兼内寿司大虎的挑战 金泽握寿司竞赛！以寿司材料的巧思制胜                                 |
| 第38場 （第63、64話）         | ○陽一、寿司源花板・源一伯父&良子伯母 VS ●味将軍集團七包丁 兼内寿司金泽一号店花板 金手大虎&罗宾島田&杜克西条 | |
| 第39場 （第65、66話）         | 雪祭りフランクフルト勝負!北の悪魔現わる 雪祭りフランクフルト勝負!関場との対決 | 冰雪节法兰克福肠对决！北方恶魔现身 冰雪节法兰克福肠对决！与关场的对决                                   |
| 第39場 （第65、66話）         | ○陽一、法兰克福肠店店主省吾 VS ●味将軍集團七包丁 北方恶魔及味皇料理会德国料理部主任关場武雄、毛利 | |
| 第40場 （第67話）             | アレックス急行グルメ事件!ロボコックの再挑戦 | 亚历克斯美食列车事件！再度挑战机械厨师                                                                  |
| 第40場 （第67話）             | △陽一、俵、料理机器・亚历克斯II VS △味将軍集團七包丁 机械厨师・沙利 | |
| 第41場 （第68話）             | アレックス急行グルメ事件!ロボコックの再挑戦 | 亚历克斯美食列车事件！再度挑战机械厨师                                                                  |
| 第41場 （第68話）             | ○陽一、俵、料理机器・亚历克斯II VS ●味将軍集團七包丁 机械厨师・沙利、 | |
| 第42場 （第69、70話）         | 島巡り磯鍋競争!七包丁人大石老師登場 島巡り磯鍋競争!瀬戸内少年料理団の挑戦 | 游遍海岛的海鲜锅竞赛！七菜刀的大石老师登场 游遍海岛的海鲜锅竞赛！濑户内少年料理团的挑战                 |
| 第42場 （第69、70話）         | ○陽一、法子、光子、小茂、敏八 VS ●味将軍集團七包丁食之穴大石老師、瀬戸内少年料理団 勇太&小武&目高&月子 | |
| 第43場 （第71、72話）         | 執念のハンバーガー勝負!懲りない阿部と及川 対決ハンバーガー勝負!最強の七包丁・阿部一郎登場 | 执着的汉堡对决！忘了苦头的阿部和及川 争霸 汉堡对决！最强的七菜刀·阿部一郎登场                           |
| 第43場 （第71、72話）         | ○陽一、YOSHIMURA's BURGER店主吉村 VS ●味将軍集團 阿部&及川 | |
| 第44場 （第73話）             | 苦戦ハンバーガー勝負!足長おじさんからの手紙 | 苦战 汉堡对决！长腿叔叔寄来的信                                                                         |
| 第44場 （第73話）             | ○味将軍集團七包丁 "外科医生主厨" 阿部一郎 VS ●陽一 | |
| 第45場 （第74、75話）         | 日本一のスキヤキ勝負!思い出の味を探せ スキヤキ決戦!最強の七包丁対ミスター味っ子 | 日本第一的寿喜烧对决！寻找回忆的味道 寿喜烧决战! 最强的七菜刀对妙手小厨师                               |
| 第45場 （第74、75話）         | ○陽一、一馬、小西 VS ●味将軍集團七包丁"外科医生主厨" 阿部一郎、家文、勇太 | |

## 外部連結
- 互联网电影数据库（IMDb）上《妙手小廚師》的资料（英文）